# Nekrolog 1623
Nekrolog
◄◄
| ◄
| 1619
| 1620
| 1621
| 1622
| 1623 | 1624 | 1625 | 1626 | 1627 | ► | ►►
Weitere Ereignisse | Allgemeiner Nekrolog 1623
Die Beschreibung der verstorbenen Person sollte so kurz wie möglich gehalten sein und nur deren signifikante Tätigkeit(en) enthalten.
Neue Namen ggf. auch unter dem Geburts- und Sterbedatum, also etwa unter 1. Januar und im Geburts- und Sterbejahr (2024) eintragen (nur bei entsprechender großer Wichtigkeit). Für Beispiele siehe die schon vorhandenen Artikel.
Außerdem über die fünf zuletzt Verstorbenen, zu denen es einen ausreichend guten Artikel für eine Präsentation auf der Hauptseite gibt, nach der todesbedingten Überarbeitung der Artikel ggf. auch unter Wikipedia Diskussion:Hauptseite informieren und sie am besten auch in den anderen Wikipedia-Sprachversionen eintragen. Tipp: Regelmäßig bei news.google.de nach „ist tot“, „gestorben“ oder „verstorben“ suchen.
Wenn eine Person gestorben ist, gibt es viele Seiten zu dieser Person in der Wikipedia, die davon auch betroffen sind und entsprechend aktualisiert werden müssen. Beispiele: Namenübersichtsseite, Geburtsjahr, Geburtsort-Seiten und viele mehr.
Wie finde ich die betroffenen Seiten?
Im Suchfeld auf der linken Seite gibt man den Suchbegriff so ein: „Vorname Nachname“. Dann klickt man auf Volltext und alle Seiten mit entsprechendem Suchtext werden aufgerufen. Hier sieht man dann schnell, wo auch das Todesjahr Sinn macht oder sogar ein Teil des Artikels angepasst werden muss. Auch hilft das „Werkzeug“ auf der linken Seite sehr gut, um solche Seiten aufzufinden: „Links auf diese Seite“. Somit ist die Wikipedia wieder aktuell in allen Bereichen! Hinweis: bei Eintragung der Kategorie „Gestorben JAHR“ wird der Missbrauchsfilter 49 ausgelöst, was jedoch nicht schlimm ist. Siehe: Spezial:Missbrauchsfilter/49
Dies ist eine Liste von im Jahr 1623 verstorbenen bekannten Persönlichkeiten. Die Einträge erfolgen innerhalb der einzelnen Daten alphabetisch sortiert. Tiere sind im Nekrolog für Tiere zu finden.

## Januar
| Tag        | Name               | Beruf, bekannt als                            | Alter | Beleg |
| ---------- | ------------------ | --------------------------------------------- | ----- | ----- |
| 1. Januar  | Paul Hentzner      | deutscher Jurist und Reiseschriftsteller      | 64    |       |
| 8. Januar  | Andreas Crappius   | deutscher Kirchenliedkomponist                |       |       |
| 14. Januar | Joachim Stephani   | deutscher Rechtswissenschaftler               | 78    |       |
| 15. Januar | Leonhardus Lessius | Jesuit und Theologe                           | 68    |       |
| 15. Januar | Paolo Sarpi        | italienischer Ordensmann und Historiker       | 70    |       |
| 26. Januar | Johannes Olearius  | deutscher lutherischer Theologe und Philologe | 76    |       |
| 27. Januar | Caspar Reinhard    | Hydraulikspezialist und Brunnenmeister        |       |       |

## Februar
| Tag         | Name                            | Beruf, bekannt als               | Alter | Beleg |
| ----------- | ------------------------------- | -------------------------------- | ----- | ----- |
| 7. Februar  | Thomas Cecil, 1. Earl of Exeter | englischer Militär und Politiker | 80    |       |
| 21. Februar | Johann Spies                    | deutscher Drucker und Verleger   |       |       |
| 22. Februar | Hans Rudolf Sager               | Schultheiss von Bern             |       |       |
|             | Martin Beheim                   | deutscher Maler in Nürnberg      | 50    |       |

## März
| Tag      | Name                                            | Beruf, bekannt als                                                             | Alter | Beleg |
| -------- | ----------------------------------------------- | ------------------------------------------------------------------------------ | ----- | ----- |
| 1. März  | Francisco de Mendoza                            | spanischer Feldherr im Achtzigjährigen Krieg                                   |       |       |
| 2. März  | Kaspar Hofmann                                  | Benediktinerpater und Abt von Melk                                             |       |       |
| 7. März  | Luis Mendez de Vasconcellos                     | Großmeister des Malteserordens                                                 |       |       |
| 7. März  | Nicolaus de Smit                                | niederländischer Textilfabrikant, Zeugmacher und Kaufmann                      | 81    |       |
| 9. März  | Reinhard Scheffer der Jüngere                   | deutscher Jurist und Staatsmann                                                | 62    |       |
| 13. März | Johann Adolf von Daun-Falkenstein               | deutscher Adliger                                                              | 40    |       |
| 16. März | Valentin von Winther                            | Pommerscher Politiker, Herzoglicher Hofrat, Verfasser einer Landesbeschreibung | 44    |       |
| 19. März | Philipp Sigismund von Braunschweig-Wolfenbüttel | protestantischer Fürstbischof von Verden und Osnabrück                         | 54    |       |
| 25. März | Henri de La Tour d’Auvergne, duc de Bouillon    | Marschall von Frankreich und Herzog von Bouillon                               | 67    |       |
| 29. März | Scévole de Sainte-Marthe                        | französischer Schriftsteller in französischer und neulateinischer Sprache      | 87    |       |

## April
| Tag       | Name                            | Beruf, bekannt als                                         | Alter | Beleg |
| --------- | ------------------------------- | ---------------------------------------------------------- | ----- | ----- |
| 2. April  | George Keith, 4. Earl Marischal | schottischer Adliger                                       |       |       |
| 2. April  | Michael Wolf                    | deutscher Mathematiker, Physiker, Logiker und Metaphysiker | 38    |       |
| 3. April  | Hans Adam Gienger von Wolfseck  | Vizedom von Oberösterreich                                 | 64    |       |
| 16. April | Domenico Fetti                  | italienischer Maler des Barock                             |       |       |
| 27. April | Éric de Lorraine-Vaudémont      | Bischof von Verdun                                         | 47    |       |

## Mai
| Tag     | Name                        | Beruf, bekannt als                                           | Alter | Beleg |
| ------- | --------------------------- | ------------------------------------------------------------ | ----- | ----- |
| 4. Mai  | Asprilio Pacelli            | italienischer Kapellmeister und Komponist                    |       |       |
| 5. Mai  | Philip Rosseter             | britischer Komponist                                         |       |       |
| 6. Mai  | Wolfgang Werther Mühlpfordt | deutscher Rechtswissenschaftler                              | 47    |       |
| 19. Mai | Mariam uz-Zamani            | Gattin des Großmoguls Akbar; Mutter des Thronfolger Jahangir | 80    |       |
| 24. Mai | Peter Eberlin               | deutscher Maler                                              |       |       |

## Juni
| Tag      | Name                         | Beruf, bekannt als                                           | Alter | Beleg |
| -------- | ---------------------------- | ------------------------------------------------------------ | ----- | ----- |
| 2. Juni  | Alessandro Peretti           | italienischer Kardinal                                       |       |       |
| 9. Juni  | Johann Jacob Reiter          | deutscher Mediziner                                          | 31    |       |
| 11. Juni | Gutierre Fernández Hidalgo   | spanischer bzw. südamerikanischer Komponist                  |       |       |
| 13. Juni | Vito Carrera                 | italienischer Maler                                          |       |       |
| 20. Juni | Johannes Posselius           | deutscher Hochschullehrer, Professor für griechische Sprache | 58    |       |
| 23. Juni | Reiner Bontius               | niederländischer Mediziner                                   |       |       |
| 28. Juni | Federico Ubaldo della Rovere | Fürst von Urbino                                             | 18    |       |

## Juli
| Tag      | Name               | Beruf, bekannt als                      | Alter | Beleg |
| -------- | ------------------ | --------------------------------------- | ----- | ----- |
| 4. Juli  | Diego Secco        | portugiesischer Jesuitengeistlicher     |       |       |
| 6. Juli  | William Byrd       | englischer Komponist und Organist       |       |       |
| 8. Juli  | Gregor XV.         | Papst (1621–1623)                       | 69    |       |
| 21. Juli | Jean de La Ceppède | französischer Schriftsteller des Barock |       |       |
| 26. Juli | Philipp Seiler     | 34. Abt der Abtei Marienstatt           |       |       |

## August
| Tag        | Name                       | Beruf, bekannt als                                  | Alter | Beleg |
| ---------- | -------------------------- | --------------------------------------------------- | ----- | ----- |
| 6. August  | Anne Hathaway              | Gattin William Shakespeares                         |       |       |
| 8. August  | Johann Theodor de Bry      | Verleger und Kupferstecher                          |       |       |
| 9. August  | Georg                      | Graf von Nassau-Beilstein, später Nassau-Dillenburg | 60    |       |
| 10. August | Erasmus Gold von Lampoding | niederösterreichischer Land-Untermarschall          |       |       |
| 10. August | Amthor Schwallenberg       | deutscher Mediziner und Hofarzt                     |       |       |
| 12. August | Antonio Priuli             | 94. Doge von Venedig                                | 75    |       |
| 17. August | Aron Bonn                  | deutsch-jüdischer Geschäftsmann                     |       |       |
| 17. August | Heinrich Leuchter          | deutscher evangelisch-lutherischer Theologe         |       |       |
| 19. August | Giacomo Serra              | italienischer Kardinal                              |       |       |
| 24. August | Antonio Maria Sauli        | italienischer Erzbischof von Genua und Kardinal     |       |       |
| 28. August | Nicolaus Eck               | Bürgermeister und Burggraf von Riga                 |       |       |
| August     | Otto Siegfried Harnisch    | deutscher Kantor und Komponist                      |       |       |

## September
| Tag           | Name                  | Beruf, bekannt als                                                              | Alter | Beleg |
| ------------- | --------------------- | ------------------------------------------------------------------------------- | ----- | ----- |
| 6. September  | Francesco Sacrati     | italienischer römisch-katholischer Bischof                                      |       |       |
| 17. September | Andreas Gerhard       | deutscher Jurist und Kanzler                                                    | 42    |       |
| 17. September | Lothar von Metternich | Erzbischof und Kurfürst von Trier                                               | 72    |       |
| 21. September | Wichmann Schulrabe    | deutscher evangelischer Theologe, Schulrektor, Pastor, Superintendent und Autor | 74    |       |
| 27. September | Johann VII.           | Graf von Nassau-Siegen                                                          | 62    |       |
| 28. September | Johann Georg          | Fürst von Hohenzollern-Hechingen                                                |       |       |
| September     | Jan van de Velde I    | niederländischer Maler und Kalligraph                                           |       |       |

## Oktober
| Tag         | Name                       | Beruf, bekannt als                           | Alter | Beleg |
| ----------- | -------------------------- | -------------------------------------------- | ----- | ----- |
| 14. Oktober | Jürgen Röttger             | deutscher Bildhauer und Bildschnitzer        |       |       |
| 24. Oktober | Sebastian von Bergen       | deutscher Jurist und Hamburger Bürgermeister |       |       |
| 29. Oktober | Diedrich Hoyer der Jüngere | Bremer Ratsherr und Bürgermeister            | 55    |       |

## November
| Tag          | Name                      | Beruf, bekannt als                                       | Alter | Beleg |
| ------------ | ------------------------- | -------------------------------------------------------- | ----- | ----- |
| 5. November  | Adolf                     | Graf von Tecklenburg                                     | 46    |       |
| 9. November  | William Camden            | englischer Historiker und Antiquar                       | 72    |       |
| 11. November | Philippe Duplessis-Mornay | reformierter Theologe und Staatsmann                     | 74    |       |
| 12. November | Josaphat Kunzewitsch      | Heiliger und Erzbischof von Polock                       |       |       |
| 13. November | Erdmuthe von Brandenburg  | Herzogin von Pommern-Stettin                             | 62    |       |
| 16. November | Francisco Sanches         | Philosoph und Arzt                                       |       |       |
| November     | William Jaggard           | Drucker und Herausgeber in der Zeit William Shakespeares |       |       |

## Dezember
| Tag          | Name                 | Beruf, bekannt als                                     | Alter | Beleg |
| ------------ | -------------------- | ------------------------------------------------------ | ----- | ----- |
| 12. Dezember | Johannes Schickhardt | städtischer Schreiber in Herrenberg                    | 37    |       |
| 15. Dezember | Johann Buslidius     | Jesuit und Beichtvater Maximilians I. von Bayern       |       |       |
| 19. Dezember | Heinrich Brockes I.  | Lübecker Bürgermeister                                 | 56    |       |
| 24. Dezember | Michel Coignet       | belgischer Instrumentenmacher und Mathematiker         |       |       |
| 25. Dezember | Jakob Ludwig Beuther | pfälzischer Verwaltungsbeamter und Geschichtsschreiber | 50    |       |
| 25. Dezember | Lucio Sanseverino    | italienischer Kardinal, Erzbischof von Salerno         |       |       |

## Datum unbekannt
| Tag | Name                       | Beruf, bekannt als                                                       | Alter | Beleg |
| --- | -------------------------- | ------------------------------------------------------------------------ | ----- | ----- |
|     | Osias Beert der Ältere     | niederländischer Stilllebenmaler                                         |       |       |
|     | Burkhard von Berlichingen  | württembergischer Hofmarschall und Kaiserlicher Rat                      |       |       |
|     | Ernst von Börstel          | Oberhofmarschall und Präfekt des Collegium Mauritianum in Kassel         |       |       |
|     | Hans Fleming               | flämischer Baumeister, Steinmetz und Bildhauer                           |       |       |
|     | Wouter van Gouthoeven      | niederländischer Historiker                                              |       |       |
|     | Johann IX.                 | Wild- und Rheingraf zu Kyrburg, Graf zu Salm                             |       |       |
|     | Jan Joosten                | holländischer Seemann und Händler                                        |       |       |
|     | Peder Munk                 | dänischer Admiral                                                        |       |       |
|     | Antonio Muttone            | italienischer Architekt                                                  |       |       |
|     | Giovanni Bernardino Nanino | italienischer Kapellmeister und Komponist                                |       |       |
|     | Jacob Paix                 | deutscher Organist, Orgelbauer, Kapellmeister, Komponist und Herausgeber |       |       |
|     | Mogens Pedersøn            | dänischer Komponist                                                      |       |       |
|     | Isaak Posch                | österreichischer Komponist und Organist                                  |       |       |
|     | Bartholomaeus Praetorius   | deutscher Komponist und Musiker                                          |       |       |
|     | Rogier Michael             | Musiker und Komponist                                                    |       |       |
|     | Tulsidas                   | indischer Dichter und Philosoph                                          |       |       |
|     | Thomas Weelkes             | englischer Komponist der Renaissance                                     |       |       |
|     | Hans Werner                | deutscher Bildhauer                                                      |       |       |
|     | Rodrigo Zamorano           | spanischer Mathematiker und Kosmograph                                   |       |       |